# Sidney Polak (album)
Sidney Polak – debiutancki album Sidneya Polaka wydany 22 maja 2004 roku. Nagrania dotarły do 13. miejsca zestawienia OLiS.
Nagrania zostały zarejestrowane pomiędzy 2002 a 2003 rokiem w warszawskim Tarchostudio. Natomiast mastering odbył się w studiach Master & Servant w Hamburgu i High-End Studio w Warszawie. W ramach promocji do utworów „www.tekila.pl” i „Chomiczówka” zostały zrealizowane teledyski.
21 listopada 2005 roku ukazało się wznowienie wydawnictwa wraz z dołączoną płytą DVD.

## Lista utworów
Opracowano na podstawie materiału źródłowego.
Edycja podstawowa
1. „Witam!” (muz. Sidney Polak, sł. Sidney Polak) – 4:33
2. „www.tekila.pl” (muz. Sidney Polak, sł. Sidney Polak) – 4:30
3. „Otwieram wino” (oraz Pezet) (muz. Sidney Polak, sł. Pezet) – 3:58
4. „Butelki” (muz. Sidney Polak, sł. Pork) – 5:02
5. „Skit 1” (oraz Zjednoczenie Sound System) (muz. Sidney Polak, sł. Reggaenerator, Pablopavo) – 0:51
6. „Radio Warszawa” (oraz Pezet, Reggaenerator) (muz. Sidney Polak, sł. Reggaenerator, Pezet) – 4:42
7. „Przemijamy” (oraz Pablopavo, Reggaenerator) (muz. Michał Marecki, sł. Pablopavo) – 4:18
8. „Inny wymiar” (oraz Trzeci Wymiar) (muz. Michał Marecki, sł. Sidney Polak, Szad, Nullo) – 4:14
9. „Skit 2” (oraz Zjednoczenie Sound System) (muz. Sidney Polak, sł. Reggaenerator, Pablopavo) – 1:10
10. „Ragga-Rap” (muz. Sidney Polak, sł. Sidney Polak) – 5:29
11. „Chorwat” (oraz Michael Lovriša) (muz. Michał Marecki, sł. Sidney Polak) – 4:09
12. „Skit 3” (oraz Zjednoczenie Sound System) (muz. Sidney Polak, sł. Reggaenerator, Pablopavo) – 1:17
13. „Chomiczówka” (muz. Sidney Polak, sł. Sidney Polak) – 3:34
14. „Siedem grzechów popkultury” (muz. Sidney Polak, sł. Sidney Polak) – 3:32
15. „Wkładam łyżkę w szklankę” (muz. Sidney Polak, sł. Sidney Polak) – 4:58

Utwory dodatkowe na reedycji
1. „Radio Warszawa” (A2 Rmx) – 5:18
2. „Radio Warszawa” (Radioaktiv Rmx) – 5:45
3. „Inny Wymiar” (Deejay Delta Rmx) – 6:52

| Dodatkowa płyta DVD (reedycja 2005) |
| --- |
| - Teledyski 1. „www.tekila.pl” 2. „Otwieram wino” 3. „Chomiczówka” 4. „Chorwat” 5. „Siedem grzechów popkultury” 6. „Przemijamy” 7. „Stop Globam Experiment” (Sidney Polak & Reni Jusis) - Inne 1. „Wrocław 2004” 2. „Chiny 2005” 3. „Ojro” 4. „Chorwat” - festiwal TOPtrendy 2005 5. „Jezu jak się cieszę” - festiwal TOPtrendy 2005 6. „Butelki” - Sopot Festival 2005 - Zdjęcia |

## Twórcy
Opracowano na podstawie materiału źródłowego

- Sidney Polak – sampler, programowanie, scratche, produkcja muzyczna, zdjęcia,
wokal prowadzący, wokal wspierający, instrumenty perkusyjne, inżynieria dźwięku, miksowanie
- Jan Benedek – gitara akustyczna
- Wojciech Seweryn – gitara akustyczna
- Piotr Pniak – perkusja
- Mikis Cupas – gitara elektryczna
- Marta Witeńko – inżynieria dźwięku
- Tomasz „Siwy” Wójcik – gitara elektryczna
- Michał Marecki – syntezator, sampler, gitara basowa, programowanie
- Grzegorz Piwkowski – mastering
- Tom Meyer – mastering
- Pezet – rap
- Trzeci Wymiar – rap
- Zjednoczenie Sound System – rap
- Michael Lovriša – śpiew
- Pablopavo – rap
- Reggaenerator – rap
- Andrzej Georgiew – opracowanie graficzne
- Piotr Karpiński – opracowanie graficzne
- Bułgar – zdjęcia
- Grubaryba – zdjęcia
- DJ Panda – scratche (utwór 8)
- F.F. – scratche (utwory 4, 13)
- Adam Toczko – inżynieria dźwięku, miksowanie
- Kajetan Aroń – inżynieria dźwięku, miksowanie
- Szymon Siejko – inżynieria dźwięku, miksowanie
- Grzegorz Rytka – saksofon
- Struś – puzon
- Dominik Trębski – trąbka
- Piotr „Korzeń” Korzeniowski – trąbka
- Marcin Ołówek – trąbka